# Lygodactylus bradfieldi
Espèce
Lygodactylus bradfieldi est une espèce de geckos de la famille des Gekkonidae.

## Répartition
Cette espèce se rencontre en Afrique du Sud, au Botswana, au Zimbabwe et en Angola.
Sa présence en Namibie est incertaine.

## Étymologie
Cette espèce est nommée en l'honneur de Rupert D. Bradfield.

## Publication originale
- Hewitt, 1932 : Some new species and subspecies of South African batrachians and lizards. Annals of the Natal Museum, vol. 7, no 1, p. 105-128 (texte intégral).